# Imre Augustič
Imre (Emerik) Augustič pl. Razdrtovski (madž. razdertai Agustich Imre), slovenski pisatelj, pesnik, novinar in prevajalec, * 29. september/30. september 1837, Murski Petrovci, † 17. julij 1879, Budimpešta.
Augustič se je rodil v Murskih Petrovcih v plemiški družini, ki je v omenjenem kraju imela kurijo, ki stoji še danes. Njegov oče je bil ugleden okrajni glavar Ludvik pl. Agustich, mati pa Julijana pl. Zanathy, ki je izvirala iz kraja Nemeshollós v Železni županiji (bila je hčerka Franca pl. Zanathy-ja in Elizabete pl. Bedőcs). Botrovala sta mu Janez pl. Keresztury in Rozalija pl. Agustich
Gimnazijo je obiskoval v Sombotelju, ki pa jo je po 6 letih opustil in odšel h grofu Szaparyju za gospodarskega pristava. Po dveh letih in pol je odšel k vdovi grofa Jozefa Batthyanyja v Oroszlamos, kjer je ostal tri leta. Nato je služil na Dolnjem Seniku prav tako pri grofih Batthyanyi. Tukaj se je naučil stenografije in odšel v Budimpešto, kjer je bil stenograf v državnem zboru celih 15 let. Urejal je časnik Prijátel in pisal pesmi. V prekmurščino je prevajal madžarska književna dela, ki so jih napisali Sándor Petőfi, Mór Jókai in drugi. Dvakrat je kandidiral za poslanca v ogrskem državnem zboru za mursko-soboški okraj, a obakrat neuspešno proti Jožefu Berkeju.